# SS Athenia
Le SS Athenia est un paquebot transatlantique construit à Glasgow en 1923. Il assure une ligne maritime du Royaume-Uni vers le Canada. Le 3 septembre 1939, le jour même de la déclaration de guerre à l'Allemagne par le Royaume-Uni, et alors qu'il navigue dans les atterrages occidentaux, il est volontairement coulé par le sous-marin allemand U-30 commandé par Fritz-Julius Lemp qui considère le paquebot comme un navire marchand armé de canons. 112 personnes sur les 1428 passagers trouvent la mort dans ce naufrage.
L'Athenia est le premier navire britannique à être coulé par l'Allemagne durant la Seconde Guerre mondiale : la catastrophe est condamnée comme un crime de guerre par de nombreux pays. Il faudra attendre janvier 1946 pour que l'Allemagne reconnaisse sa responsabilité dans le naufrage.